# Colectomia
La colectomia és l'extirpació quirúrgica o resecció d'una part malalta de l'intestí gros (o còlon). Com que habitualment la resecció és parcial se sol parlar més d'hemicolectomia. En els casos programats, el còlon es neteja abans de la cirurgia amb ènemes i medicaments.